# Énergie animale

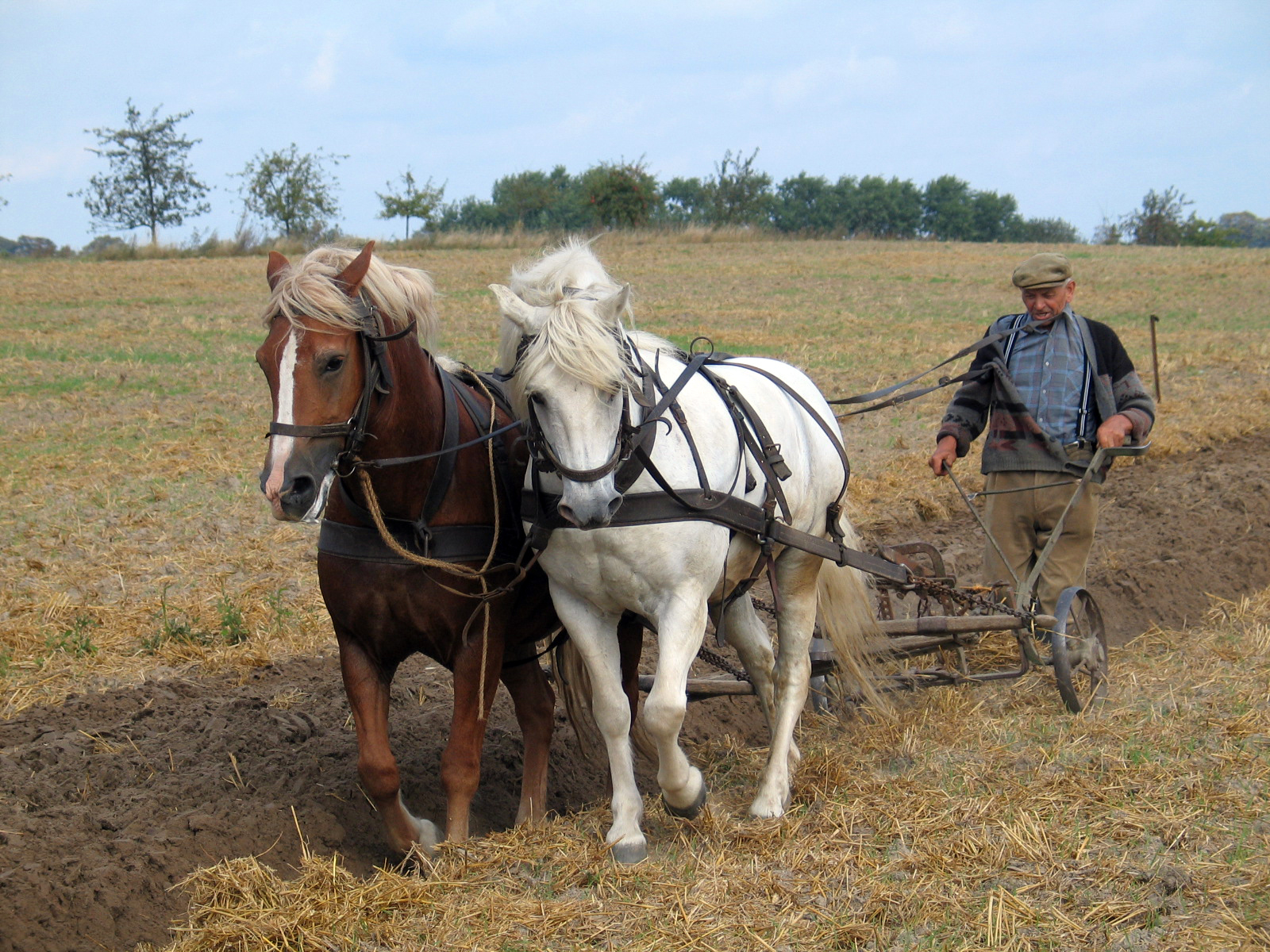
Charrue tirée par des chevaux en Allemagne.

L'énergie animale est l'énergie que peut dépenser un animal. Elle est exploitée par l'Homme pour divers travaux, notamment agricoles ou de transport.

## Canidés
Particulièrement présente dans les fermes et les demeures de culture anglosaxonne, le tournebroche à chien se présente comme une grande roue de bois en forme de cage circulaire, placée contre le foyer et dans laquelle on enferme ce chien court sur pattes. Il s'agit du turnspit dog, canidé suffisamment petit pour entrer dans une roue à tournebroche qui s'apparente au Welsh Corgi (« corgi gallois » en français) et dont le nom est issu du gallois « Cor ci » signifiant « chien nain »,.